# Glückliches Sterben
Glückliches Sterben ist ein Roman von Volker Harry Altwasser aus dem Jahr 2014, der ein Romanfragment von Bruno Frank aus dem Jahr 1945 verarbeitet.

## Handlungsskelett
Der im Sterben liegende Schriftsteller Bruno Frank wartet im Sommer 1945 in der Villa Aurora auf seinen langjährigen Freund Thomas Mann. Derweil diktiert er seiner Ehefrau Elisabeth einen letzten Roman – die 1794 angesiedelte Geschichte des im Sterben liegenden Schriftstellers Nicolas Chamfort: Dessen Versuch, sich der Verhaftung durch die Jakobinischen Schergen mit einem Suizid zu entziehen, scheitert. Im Zuge eines Racheplans des Freiherrn von der Trenck wird ihm Denise, die sechzehnjährige Tochter des Wächters, als Schreibgehilfin zugespielt. Ihr diktiert der schwer verstümmelte Chamfort auf dem Sterbebett seine Lebensgeschichte; mit ihr erlebt er seine letzten erotischen Momente: „Der Roman übers Sterben wird zu einem Roman über die Liebe, über die Revolution, und dann, und das ist der größte, atemberaubende Bruch in "Glückliches Sterben", verwandelt sich der sterbende, einäugige Chamfort in einen Marquis de Sade.“

## Entstehung
Im kalifornischen Exil begann Bruno Frank kurz vor seinem Ableben mit der Arbeit an Chamfort erzählt seinen Tod. Der Roman über die letzten Tage des französischen Schriftstellers Chamfort blieb Fragment. Ein Auszug erschien im Juni 1945 in einer Sonderausgabe der Neuen Rundschau. 
Altwasser führte die darin begonnene Geschichte weiter. Dabei wob er Chamfort erzählt seinen Tod sowie weitere Auszüge und Zitate (u. a. aus Franks Trenck. Roman eines Günstlings) in den eigenen Text ein. Die kurzen Fremdpassagen machte Altwasser jeweils mit fett gedrucktem Anfangswort kenntlich.
Darüber hinaus erzählte er die fiktive Entstehungsgeschichte des Romanfragments und erweiterte diese um Reflexionen über das Schreiben und Scheitern. Während der Arbeit an Glückliches Sterben residierte Altwasser 2013 als Stipendiat in der Villa Aurora.

## Stilmittel und Motive
Die Ebenen des Romans sind in einer Mise en abyme gestaffelt: „Ein Schriftsteller schreibt über einen Schriftsteller, der über einen Schriftsteller schreibt. Volker Harry Altwasser über Bruno Frank und dieser über Nicolas Chamfort“. Den Schreibprozess selbst beleuchtet er auf allen drei Ebenen: „Er deutet und veranschaulicht innere Zusammenhänge im Werk Franks. Er spielt mit der Wirklichkeit und mit der Wirkung von Literatur. Und er lässt den Leser auch am Entstehungsprozess von Romanen teilhaben, schreibt, wie Bruno Frank sich seinen Stoff erarbeitet“. Weitere verwendete Mittel sind u. a. die Collage, das Pastiche und die historiografische Metafiktion.
Zentrale Motive sind das von Herr und Knecht („Denn das war die Macht der Diener, daß sie herrschen ließen“, Glückliches Sterben, S. 4) und das des scheiternden Künstlers, welches hier jedoch ins positive gewendet wird.

## Rezeption
Kritiken verweisen auf den Mut zum Experiment sowie auf die handwerkliche Präzision. Altwasser „formuliert sorgfältig und verwebt kunstvoll, ist penibel“. Der Roman „ist kunstvoll konstruiert“, mit dem Erzählkniff, die Phantasien der Figur Bruno Frank durch den Blickwinkel seiner Frau einzufangen: „Vielleicht hat Altwasser recht, warum sollen Sterbende sich nicht noch einmal die schönsten und geilsten Bilder ihres Lebens vor Augen führen. Dass man als Leserin jedoch größtes Verständnis für den Abscheu Frau Franks vor Altmännerphantasien hat, ist wiederum ein überaus geschickter Schachzug des Autors Altwasser.“ Bei Glückliches Sterben handele es sich um einen „mal kryptischen, mal ganz leicht erzählten  Roman, der Jahrhunderte miteinander verbindet“, der aber teilweise auch gedankenkalt bleibe: „Das ist alles wohl überlegt und kühl kalkuliert – aber mitreißend, fesselnd, berührend ist es nur in Ansätzen.“

## Trivia
Altwasser bezeichnete den Roman als eine „französisch-deutsche ›Nouvelle Noire‹“ und widmete ihn dem Schweizer Schriftsteller Thomas Hürlimann.